# Moldcell
Moldcell S.A. – mołdawski dostawca usług telefonii komórkowej z siedzibą w Kiszyniowie. Stanowi część grupy Telia Company.
Przedsiębiorstwo zostało założone w 2000 roku.